# 鉄舟寺
鉄舟寺（てっしゅうじ）は、静岡県静岡市清水区にある臨済宗妙心寺派の寺院。山号は補陀落山。本尊は千手観音菩薩。駿河三十三観音霊場第22番札所。駿河七観音第6番札所。

## 歴史
推古天皇の御代に秦氏の出身である久能忠仁が現在の久能山東照宮付近に建立した堂に始まり、その後奈良時代の僧行基が来山して久能寺と号したという（『久能寺縁起』）。平安時代に入って天台宗に改められ、建穂寺と駿河を二分する勢いで栄えた。1570年（永禄13年）武田信玄が久能山に城を作る（久能城）ため現在地に移され、宗旨も変わり新義真言宗（真言宗根来派）に属することになる。
江戸時代には朱印寺領として200石余りを与えられ、多くの支坊を有したが、江戸時代後期あたりから衰退し、明治に入ると無住（住職がいないこと）になって寺は荒廃してしまった。
その後、旧幕臣で明治以降に静岡藩権大参事も務めたこともある山岡鉄舟が、臨済寺から今川貞山を招いて復興し、寺号も鉄舟寺と改められた。そのため鉄舟の書跡の遺品も多い。

## 文化財等

### 国宝

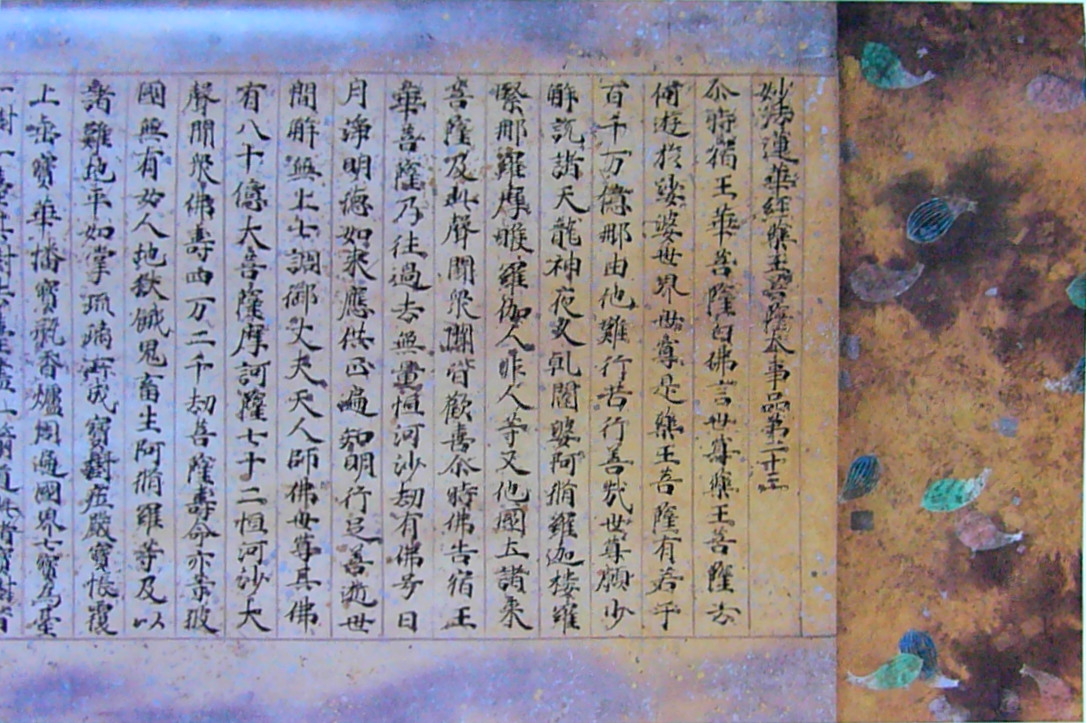
久能寺経（19巻のうち薬王品）

- 法華経（久能寺経）19巻

現存最古の一品経（法華経二十八品を一巻毎に書写したもの）。現在は東京国立博物館に寄託。永治2年（1142年）待賢門院の出家に際して、鳥羽法皇や美福門院をはじめ、近臣や女房らが加わった、逆修供養のために結縁書写された。元は法華経二十八品に開教と結経を加えた三十巻か、或いは更に『阿弥陀経』『般若心経』を加えた三十二巻本だったと想定される。鉄舟寺にはそのうち17巻分伝わっており、他に五島美術館に2巻（重文）、東京国立博物館に3巻（重文）、個人に4巻（国宝）の計26巻が現存している。鉄舟寺所蔵品の員数は19巻だが、そのうち陀羅尼品第二十六と普賢菩薩勧発品第二十八の2巻は補配本と見なされる。
なぜこのように立派な経典が都から遠く離れた地に納められたのか、は不明である。諸説として、京の戦乱を避けるため東国武士によって移された、鳥羽法皇の離宮であった安楽寿院や上皇がしばしば詣でた熊野三山と久能寺との関係性、などが挙げられている。
「譬喩品」は待賢門院自らの結縁によるもので、その写経の筆者は近侍の女房中納言の弟で、当代屈指の能書で知られた藤原定信。また、書写名は不明だが「安楽行品」の書は穏やかで優美な行書気味の書風で、当時の能書の中でも特に優れた人物の手になる。

### 重要文化財（国指定）

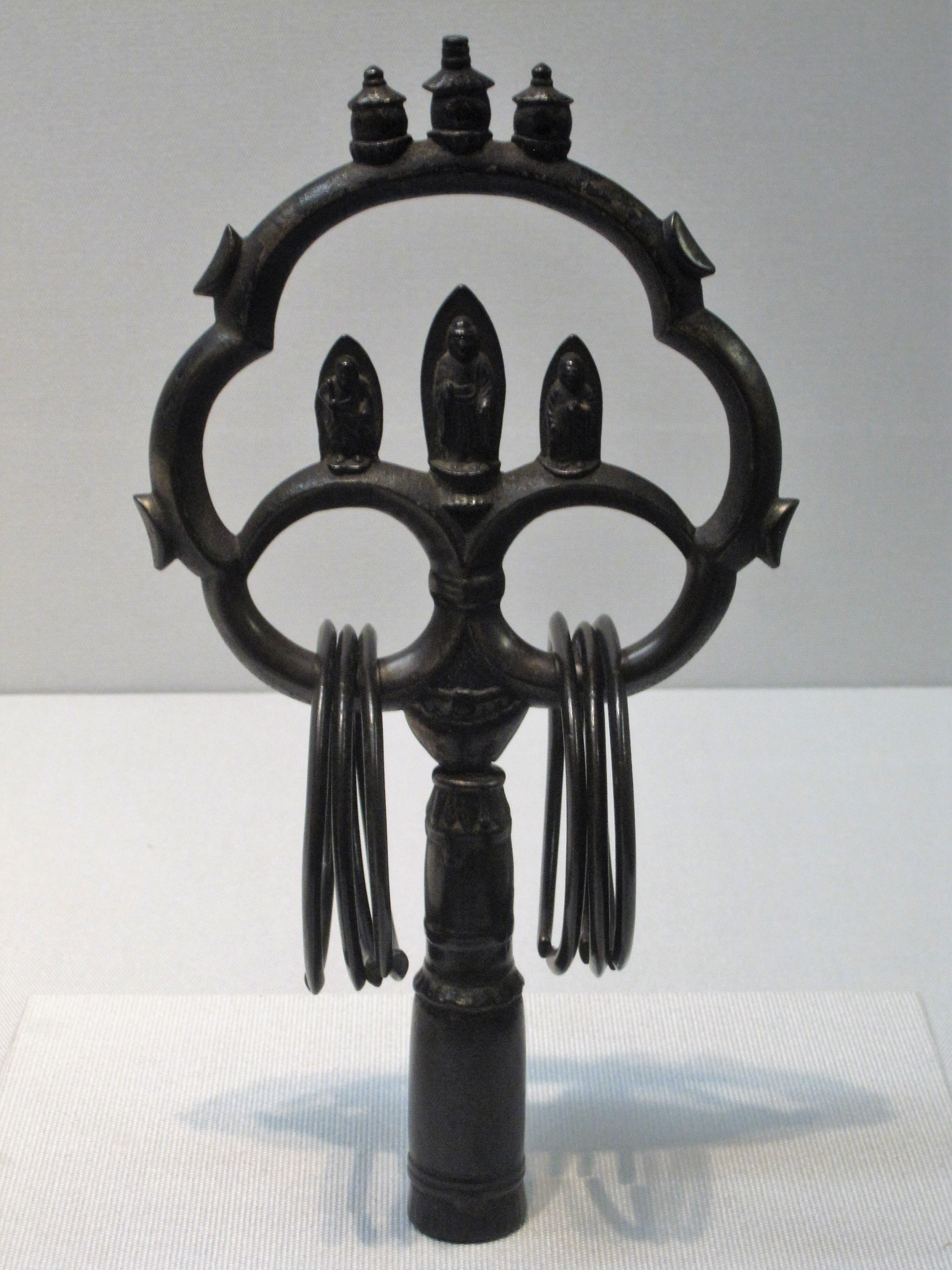
1142年作の錫杖（重要文化財）。

- 錫杖 銘「康治元年九月八日久能寺念空」あり、1142年の作。

### 県指定文化財
- 木造千手観音像（観音堂）
- 木造蘭陵王仮面 伝赤鶴（しゃくつる）作

### 市指定文化財
- 薄墨の笛

源義経が牛若丸と呼ばれていた頃から愛用していたとされる龍笛。平安時代末期に義経により鉄舟寺の前身である久能寺に寄進された。昭和52年に静岡市指定文化財に指定されている。
通常笛は公開されていないが、清水市や笛の音色に魅せられた人々による基金によって1998年に「平成の補修」と呼ばれる補修がなされた後、義経の供養、楽器としての笛の保全などを目的として、鉄舟寺他、各地で演奏会が開催されている。毎回演奏は日本を代表する笛奏者・赤尾三千子に託されている。

### その他
- 高塚竹堂銅像

## 学生寮
- 1943年、東海大学の前身である航空科学専門学校が清水区三保に開校した際、物理科の学生寮として一部を提供した[4]。それ以来、東海大学とは縁が深い関係にある。また、東海大学の各キャンパスで開催される建学祭の際に灯す「建学の火」が、各キャンパスにシンボルとして運ばれている[5]。

## 所在地・アクセス
- 静岡県静岡市清水区村松2188
- JR東海 東海道本線 清水駅から静鉄バス忠霊塔行きに乗車（約20分）、「鉄舟寺」下車。

## 周辺
- 龍華寺
- 海長寺

## 参考資料
- フェルケール博物館・清水市教育委員会編『特別企画 鉄舟寺展（旧久能寺宝物展）』清水港湾博物館、2001年
- 良知文苑 『国宝 久能寺経の歳月 ─駿州秘抄─』和泉書院、2008年 ISBN 978-4-7576-0483-4